# Кутаїсі
Кутаї́сі (груз. ქუთაისი) — друге за розміром місто в Грузії та столиця історичної області Імеретії. Знаходиться на відстані 221 км від Тбілісі, та нараховує 125,589 мешканців (перепис 2024 року). З 2012 по 2018 роки в Кутаїсі були розташовані уряд та парламент Грузії.

## Назва
Давні назви міста: აია (Ая), ქუთაია (Кутаїс), ქოითაია (Коїтая), ქოთიაიონი (Котіаїоні), ქვათათისი (Квататісі).

## Історія
Перші згадки в історії відносяться до IV-III століть до н. е. З 806 — столиця Абхазького царства. До визволення Тбілісі (1122) від турків-сельджуків був резиденцією грузинських царів. З XV століття центр Імеретинського царства. В 1760-х був захоплений турками і відібраний російськими та імеретинськими військами в 1770 році. В 1810 приєднаний до Росії. З 1846 центр Кутаїської губернії.
В роки радянської влади — другий за значенням промисловий центр Грузії. Були побудовані автомобільний, тракторний, литопонний, електромеханічний та ін. заводи.
Після розпаду СРСР економіка міста, як і всієї Грузії, впала в глибоку кризу, з якої не вийшла й досі (2004).

## Клімат
Клімат вологий субтропічний, відзначається сильними вітрами в весняно-осінній період. Середня температура січня +4 °C, липня +23 °C. Екстремальні значення температури: влітку +44 °C, взимку −17 °C.
| Кліматограма Кутаїсі | Кліматограма Кутаїсі | Кліматограма Кутаїсі | Кліматограма Кутаїсі | Кліматограма Кутаїсі | Кліматограма Кутаїсі | Кліматограма Кутаїсі | Кліматограма Кутаїсі | Кліматограма Кутаїсі | Кліматограма Кутаїсі | Кліматограма Кутаїсі | Кліматограма Кутаїсі |
| --- | -------------------- | -------------------- | -------------------- | -------------------- | -------------------- | -------------------- | -------------------- | -------------------- | -------------------- | -------------------- | -------------------- |
| С | Л                    | Б                    | К                    | Т                    | Ч                    | Л                    | С                    | В                    | Ж                    | Л                    | Г                    |
| 155 7 −1 | 127 9 0              | 156 7 3              | 126 12 7             | 122 18 12            | 131 26 16            | 107 29 20            | 101 30 20            | 124 25 16            | 147 20 12            | 142 13 5             | 152 9 1              |
| Середня макс. і мін. температури повітря (°C) Атмосферні опади (мм), за рік : 1590 мм. Джерело: Кутаїсі «Climate-Data.org» (англ.) |                      |                      |                      |                      |                      |                      |                      |                      |                      |                      |                      |

## Транспорт
Основним транспортом в Кутаїсі на цей момент (2014 рік) є маршрутки.
Також біля міста розташований міжнародний аеропорт Копітнарі, який був реконструйований та знову відкритий наприкінці 2012 року.
До 2009 р. в місті діяла тролейбусна система.

## Культура
- Грузинський кутаїський театр ім. Ладо Месхішвілі
- Кутаїський державний історичний музей

## Пам'ятки

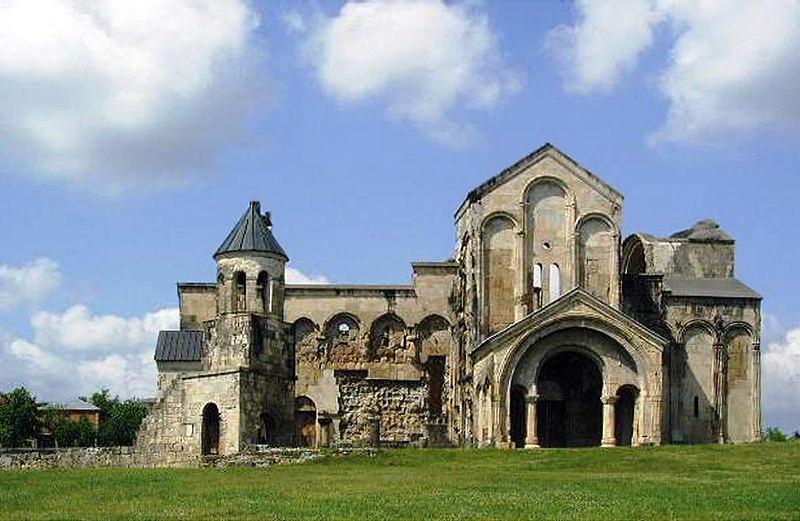
Храм Баграта. Руїни собору.

- Собор Баграті і Гелатський монастир — пам'ятки Всесвітньої спадщини ЮНЕСКО;
- Монастир Моцамета;
- Сатаплі;
- Меморіал військової слави (знесений 19 грудня 2009).

У 2012 р. завершено спорудження нової будівлі Парламенту Грузії, який переїхав сюди з Тбілісі. Перше засідання новообраного парламенту відбулося 21 жовтня 2012.

## Міста-побратими
- Ашкелон, Ізраїль
- Колумбія, США
- Дніпро, Україна
- Ганджа, Азербайджан
- Гомель, Білорусь
- Каршияка, Turkey
- Харків, Україна
- Лайу, Китай
- Львів, Україна
- Миколаїв, Україна
- Наньчан, China
- Ньюпорт, Уельс
- Познань, Польща
- Суми, Україна
- Сомбатхей, Угорщина
- Унгени, Молдова
- Валка, Латвія
- Житомир, Україна

## Відомі люди
Народилися
- Чхеїдзе Нуца Платонівна (1881—1963) — радянська грузинська акторка
- Васіл Амашукелі (1886—1977) — перший грузинський кінорежисер, автор документальних фільмів
- Анджапарідзе Веріко Івліанівна (1897—1987) — грузинська акторка театру і кіно
- Анджапарідзе Мері Івліанівна (1904—1980) — радянська кінорежисерка та сценаристка
- Шавгулідзе Георгій Володимирович (1910—1959) — радянський грузинський актор театру і кіно
- Ландія Микола Олександрович (1919—1984) — радянський хімік-неорганік і физикохімік
- Шенгелія Леван Олександрович (1921—2009) — російський художник, кінорежисер
- Абуладзе Тенгіз Євгенович (1924—1994) — грузинський радянський кінорежисер
- Додо Чічінадзе (1926—2009) — радянська і грузинська акторка
- Сокира-Яхонтов Віктор Миколайович — український військовий діяч, генеральний хорунжий армії Української Держави.
- Шветія Михеїл Олександрович (* 1977) — грузинський футболіст, фланговий півзахисник, нападник, згодом — футбольний тренер.

Навчалися в Кутаїсі
- Какабадзе Платон Михайлович (груз. პლატონ კაკაბაძე; сценічний псевдонім Імерелі; 1864—1895) — оперний співак (тенор), закінчив Кутаїську класичну гімназію.